# Pomysł na interes
Pomysł na interes (ang. Chairman of the Board) – amerykańska komedia z 1998 roku w reżyserii Alexa Zamma. Wyprodukowany przez Trimark Pictures.

## Opis fabuły
Surfer i wynalazca Edison (Scott „Carrot Top” Thompson) cierpi na brak gotówki. Podczas rozmowy o pracę wzbudza sympatię miliardera Armanda McMillana (Jack Warden). Mężczyzna zostawia Edisonowi w spadku firmę. Nowy właściciel odnosi niespodziewany sukces. Tymczasem konkurencja chce go zniszczyć.

## Obsada
- Carrot Top – Edison
- Courtney Thorne-Smith – Natalie Stockwell
- Larry Miller – Bradford McMillan
- Raquel Welch – Grace Kosik
- Mystro Clark – Ty
- Jack Plotnick – Zak
- Jack Warden – Armand McMillan
- Estelle Harris – pani Krubavitch
- Bill Erwin – Landers

i inni